# Sindrome di Adams-Stokes
La Sindrome di Adams-Stokes (o di Morgagni-Adams-Stokes o di Gerbec-Morgagni-Adams-Stokes) è una forma particolare di sincope, dove sovente si mostrano convulsioni. La sindrome di Stokes-Adams comprende un periodo di svenimento periodico in cui si verifica un blocco cardiaco intermittente a causa di un'aritmia che può durare secondi, ore, giorni o addirittura settimane prima che la conduzione ritorni. È caratterizzato da diminuzione della gittata cardiaca e perdita di coscienza a causa di un'aritmia transitoria; ad esempio, bradicardia dovuta a blocco cardiaco completo.

## Storia
Il nome della malattia si deve a coloro che per primi scoprirono tale anomalia, due medici irlandesi: Robert Adams e William Stokes (1804–1877). Una descrizione approfondita della sindrome fu pubblicata nel 1717 dal medico di origine slovena Marko Gerbec, 44 anni dopo la prima pubblicazione ufficiale firmata da Giovanni Battista Morgagni.

## Segni e sintomi
In genere un attacco si verifica senza preavviso, portando a improvvisa perdita di coscienza. Prima di un attacco, un paziente può mostrarsi pallido con ipoperfusione. I normali periodi di incoscienza durano circa trenta secondi; se sono presenti movimenti anormali, consisteranno in contrazioni dopo 15-20 secondi (i movimenti, che non sono convulsioni, si verificano a causa dell'ipossia cerebrale e non a causa della scarica corticale, come risulta dai risultati dell'EEG, che non mostrano attività epilettiformi). La respirazione continua normalmente durante l'attacco e, al momento del recupero, la cute del paziente appare arrossata, mentre il cuore pompa rapidamente il sangue ossigenato nella circolazione sistemica, che si è dilatata a causa dell'ipossia.
Come con qualsiasi episodio sincopale derivante da una aritmia cardiaca, lo svenimento non dipende dalla posizione del paziente. Se si verificano durante il sonno, il sintomo di presentazione potrebbe semplicemente sentirsi caldo e arrossato al risveglio.

## Cause
Gli attacchi sono causati da qualsiasi mancanza temporanea di gittata cardiaca. Questo a sua volta potrebbe essere dovuto ad avvelenamento da antimonio, asistolia cardiaca, blocco atrio-ventricolare, malattia di Lev o fibrillazione ventricolare. La tachicardia parossistica sopraventricolare o la fibrillazione atriale sono la causa sottostante fino al 5% dei pazienti. La conseguente mancanza di flusso di sangue al cervello è responsabile delle sincopi. Esistono alcuni casi di episodi di sincopi correlate con l'angina di Prinzmetal.

## Diagnosi
La sindrome di Adams- Stokes possono essere diagnosticati dalla storia, con pallore prima dell'attacco e arrossamento dopo che è particolarmente caratteristico. L'ECG mostrerà asistolia, un blocco AV o fibrillazione ventricolare durante gli attacchi.

## Trattamento
Il trattamento iniziale può essere medico e prevede l'uso di farmaci come l'isoprenalina  e l'epinefrina (adrenalina). Il trattamento definitivo è chirurgico e prevede l'inserimento di un pacemaker - molto probabilmente uno con stimolazione sequenziale come una modalità DDI rispetto ai vecchi meccanismi VVI, e il medico può analizzare l'ECG del paziente per valutare l'andamento di questo tipo di trattamento .

## Prognosi
Tali manifestazioni portavano nei decenni scorsi alla morte nei soggetti con notevole frequenza, oggi la prognosi è notevolmente migliorata.